# Sui Lu
Sui Lu (Zhuzhou, China, 1 de abril de 1992) es una gimnasta artística china, especialista en la prueba de la viga de equilibrio con la que ha llegado a ser campeona del mundo en 2011 y subcampeona olímpica en 2012.

## Carrera deportiva
En el Mundial de Londres 2009 ganó el bronce en suelo, quedando tras la británica Elizabeth Tweddle y la australiana Lauren Mitchell.
En el Mundial celebrado en Róterdam en 2010 consiguió el bronce en el concurso por equipos; China queda tras Rusia y Estados Unidos. Sus compañeras fueron: Jiang Yuyuan, He Kexin, Huang Qiushuang, Deng Linlin y Yang Yilin.
En el mundial celebrado en Tokio en 2011 consiguió el oro en viga de equilibrio, la plata en suelo —tras la rusa Ksenia Afanasyeva y por delante de la estadounidense Aly Raisman (bronce)—, y también el bronce en la competición por equipos—en este caso China quedó situada tras EE. UU. (oro) y Rusia (plata)—.
Y en los JJ. OO. de Londres 2012 ganó la plata en la viga de equilibrio, tras su compatriota Deng Linlin, y por delante, de nuevo, de la estadounidense Aly Raisman.